# Pedro V de Portugal
Pedro V (Lisboa, 16 de setembro de 1837 – 11 de novembro de 1861), apelidado "o Esperançoso" e "o Muito Amado", foi o Rei de Portugal e Algarves de 1853 até à sua morte. Era o filho mais velho da rainha Maria II de Portugal, e de seu marido, o rei Fernando II. Ascendeu ao trono com apenas 16 anos de idade, após a morte de sua mãe, tendo o pai exercido as funções de Regente do Reino até à maioridade, em 1855.

## Biografia
Embora muito jovem aquando da sua ascensão ao trono português, com apenas 16 anos, foi considerado por muitos como um monarca exemplar, que reconciliou o povo com a casa real, após o reinado da sua mãe ter sido fruto de uma guerra civil vencida. D. Fernando II, seu pai, desempenhou um papel fundamental no início do seu reinado, tendo exercido o governo da nação na qualidade de regente do reino, orientando o jovem rei no que diz respeito às grandes obras públicas efectuadas. Pedro V é frequentemente descrito como um monarca com valores sociais bem presentes, em parte devido à sua educação, que incluiu trabalho junto das comunidades e um vasto conhecimento do continente europeu.

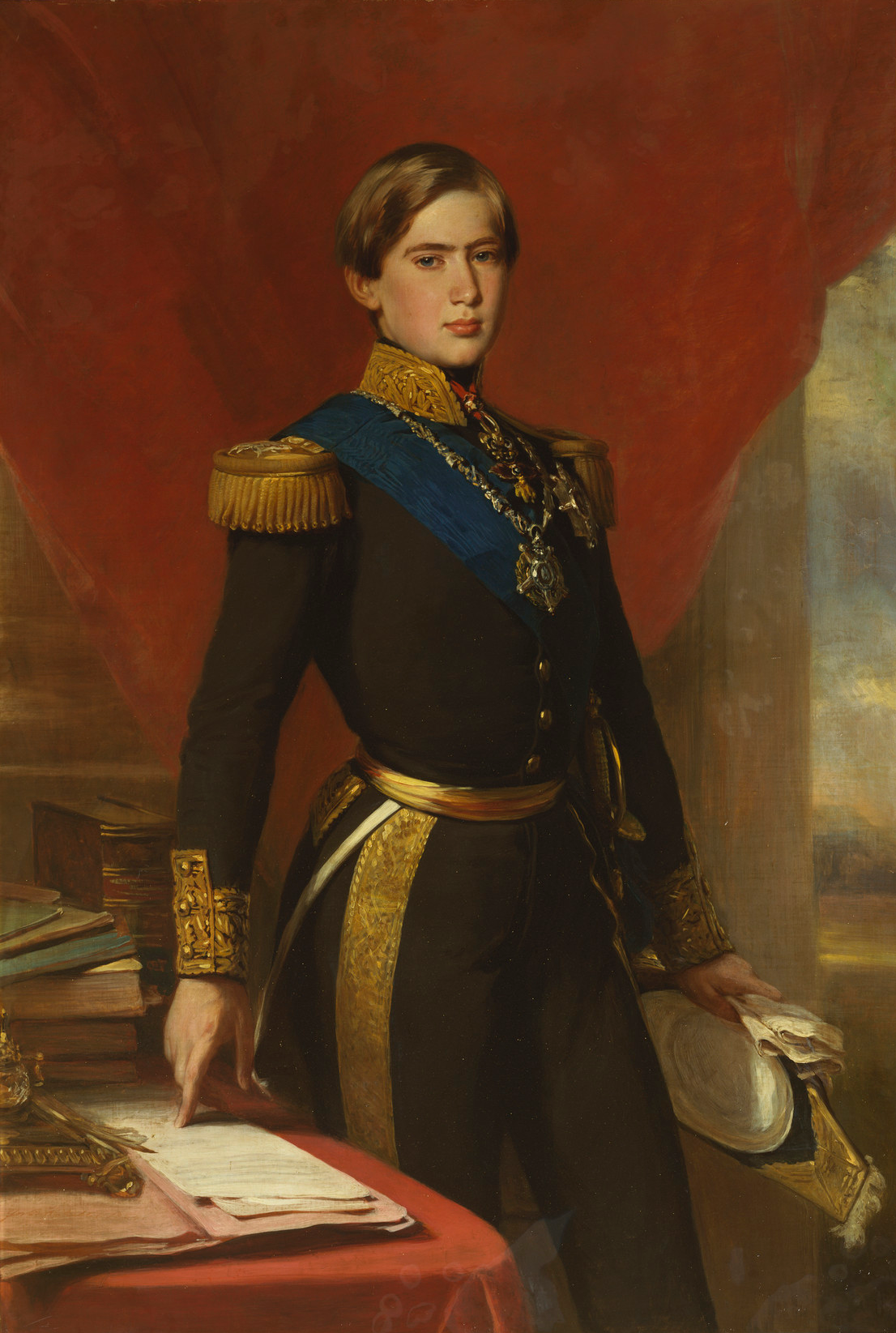
Pedro V, por W. Corden, no Palácio Nacional da Ajuda

A 16 de setembro de 1855, completando 18 anos, foi aclamado rei, presidindo nesse mesmo ano à inauguração do primeiro telégrafo eléctrico no país e, no ano seguinte (28 de outubro), inaugura o caminho de ferro entre Lisboa e Carregado. É também no seu reinado que se iniciam as primeiras viagens regulares de navio, entre Portugal e Angola.
Dedicou-se com afinco ao governo do país, estudando com minúcia as deliberações governamentais propostas. Criou ainda o Curso Superior de Letras, em 1859, que subsidiou do seu bolso, com um donativo de 91 contos de réis. Nesse mesmo ano é introduzido o sistema métrico em Portugal.
Pedro V foi um defensor acérrimo da abolição da escravatura e data do seu reinado um episódio que atesta a convicção do monarca nessa matéria e que simultaneamente demonstra a fragilidade de Portugal perante as grandes potências europeias: junto à costa de Moçambique é apresado um navio negreiro francês, tendo o seu comandante sido preso. O governo de França não só exigiu a libertação do navio, bem como uma avultada indemnização ao governo português.
Portugal é, por essa altura, flagelado por duas epidemias, uma de cólera, que grassa de 1853 a 1856, e outra de febre amarela, principalmente em 1856/1857. Durante esses anos o monarca, em vez de se refugiar, percorria os hospitais e demorava-se à cabeceira dos doentes, o que lhe trouxe muita popularidade.

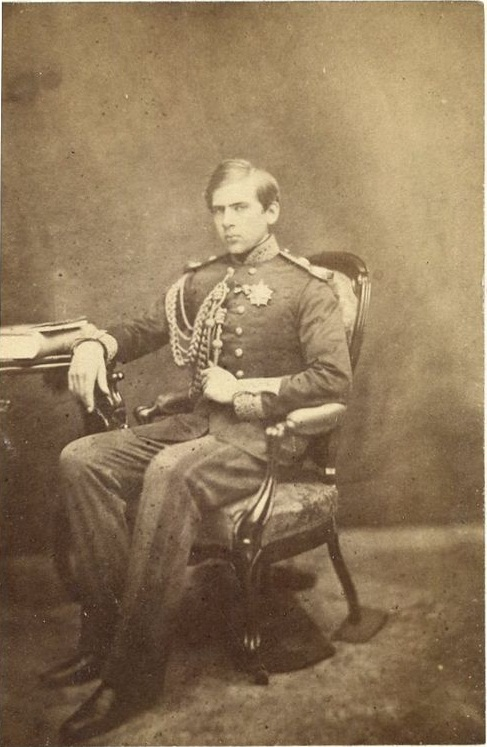
D. Pedro V aos 23 anos, 1860.

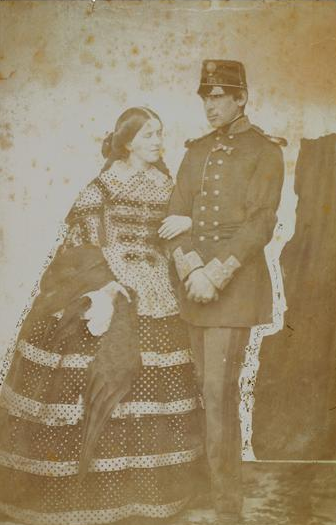
D. Pedro V e D. Estefânia, fotografado por Wenceslau Cifka

Em 1858, D. Pedro V casa-se, por procuração, com a princesa Estefânia de Hohenzollern-Sigmaringen, que morreu no ano seguinte. Sendo a saúde pública uma das suas preocupações, foi, juntamente com a sua esposa, a princesa Estefânia de Hohenzollern-Sigmaringen, que Pedro fundou hospitais públicos e instituições de caridade. Aliás, cumprindo os desejos por ela manifestados, o monarca fundou o Hospital de Dona Estefânia, em Lisboa, após a sua morte.
Morreu com apenas 24 anos, em 11 de novembro de 1861, devido a febre tifoide (enquanto o povo suspeitava de envenenamento e por isso viria a amotinar-se). A sua morte provocou uma enorme tristeza em todos os quadrantes da sociedade. Não tendo filhos, foi sucedido pelo irmão, o infante D. Luís, que habitava então no sul de França. Foi sepultado no Panteão Real da Dinastia de Bragança, no Mosteiro de São Vicente de Fora, em Lisboa.
Teve uma notável preparação moral e intelectual. Estudou ciências naturais e filosofia, dominava bem o francês, alemão, grego e o latim e chegou a estudar inglês. O seu espírito terá sido influenciado pela convivência que teve com Alexandre Herculano, que foi seu educador, junto com Francisco Antonio Martins Bastos.
No dizer dos biógrafos, Pedro V: "com um temperamento observador, grave, desde criança [… ] mandou pôr à porta do seu palácio uma caixa verde, cuja chave guardava, para que o seu povo pudesse falar-lhe com franqueza, queixar-se [… ] O povo começava a amar a bondade e a justiça de um rei tão triste [… ]".

## Feitos e Legado

#### Fundação de associações e clubes
No dia 30 de Abril de 1856 Pedro V fundou a Real Associação Naval, com o objetivo de "animar a construção e navegação de iates ou barcos de recreio, e promover o divertimento das regatas em Portugal". Após a instauração da República, em 1911 a sua designação foi alterada para Associação Naval de Lisboa.

## Informações do arquivo
As cartas de Pedro V para sua sogra, Josefina de Baden, escritas entre 1858 e 1861, estão preservadas no arquivo da família Hohenzollern-Sigmaringen, que está no Arquivo do Estado de Sigmaringen (Staatsarchiv Sigmaringen) na cidade de Sigmaringa, Baden-Württemberg, Alemanha. As cartas de Pedro V a seu cunhado, Leopoldo de Hohenzollern-Sigmaringen, escritas entre 1858 e 1861, também estão preservadas no Arquivo do Estado de Sigmaringen (Staatsarchiv Sigmaringen). Estes conjuntos epistolares foram trabalhados por Paulo Drumond Braga, “Gostos e desgostos de um rei de Portugal: a correspondência familiar de D. Pedro V”, in Reis, aristocratas e burgueses. O mundo das cartas privadas (Portugal, séculos XVII-XX), coordenação de Isabel Drumond Braga e de Paulo Drumond Braga, Lisboa, Colibri, 2024, pp. 143-173.

## Títulos, estilos e honrarias

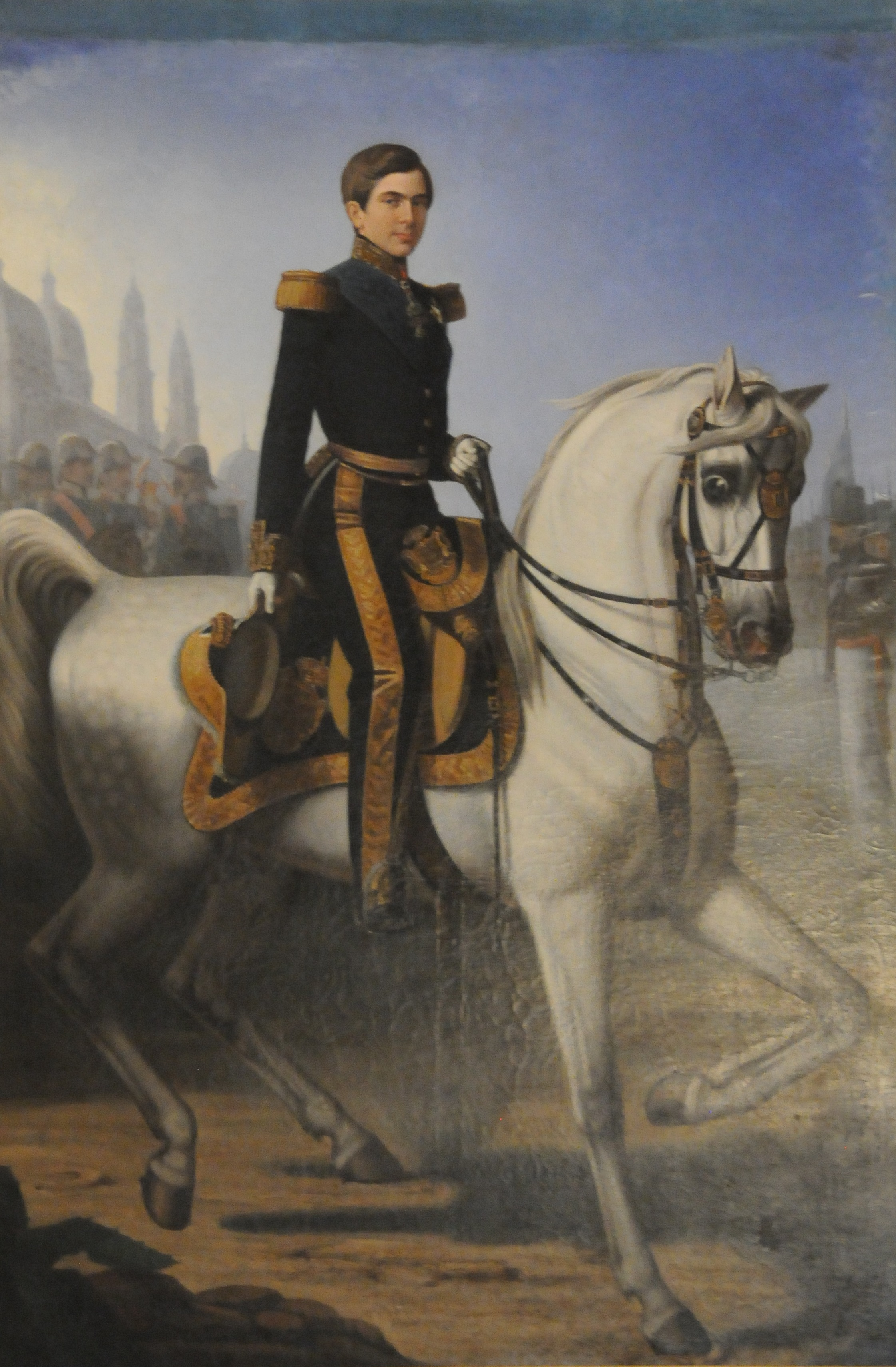
Pedro V montado num cavalo, no Palácio Nacional de Mafra

### Títulos e estilos
- 16 de setembro de 1837 – 15 de novembro de 1853: "Sua Alteza Real, o Príncipe Real de Portugal"
- 15 de novembro de 1853 – 11 de novembro de 1861: "Sua Majestade Fidelíssima, o Rei"

O estilo oficial de D. Pedro V enquanto Rei de Portugal: "Pela Graça de Deus, Pedro V, Rei de Portugal e dos Algarves, d'Aquém e d'Além-Mar em África, Senhor da Guiné e da Conquista, Navegação e Comércio da Etiópia, Arábia, Pérsia e Índia, etc."

### Honrarias
Enquanto monarca de Portugal, D. Pedro V foi Grão-Mestre das seguintes Ordens:
- Ordem dos Cavaleiros de Nosso Senhor Jesus Cristo
- Ordem de São Bento de Avis
- Antiga, Nobilíssima e Esclarecida Ordem de Sant'Iago da Espada
- Antiga e Muito Nobre Ordem da Torre e Espada
- Real Ordem Militar de Nossa Senhora da Conceição de Vila Viçosa

### Outros títulos
- Duque de Barcelos
- Duque de Guimarães
- Marquês de Vila Viçosa
- Conde de Ourém
- Conde de Barcelos
- Conde de Arraiolos
- Conde de Guimarães